# Salvador Sedó i Alabart
 (mars 2025).
Si vous disposez d'ouvrages ou d'articles de référence ou si vous connaissez des sites web de qualité traitant du thème abordé ici, merci de compléter l'article en donnant les références utiles à sa vérifiabilité et en les liant à la section « Notes et références ».
Salvador Sedó i Alabart, né le 3 avril 1969 à Reus, est un homme politique espagnol, membre de l'Union démocratique de Catalogne (UDC).

## Biographie
Il devient député européen le 1er décembre 2011, à la suite de l'entrée en vigueur du Traité de Lisbonne.
Au Parlement européen, il siège au sein du Groupe du Parti populaire européen. Il est membre de la Commission de l'industrie, de la recherche et de l'énergie, de la délégation pour les relations avec l'Afrique du Sud, après avoir été membre de la Commission de l'industrie, de la recherche et de l'énergie.